# آیرن میدن (آلبوم)
| بررسی انتقادی                    | بررسی انتقادی |
| منبع                             | رتبه‌بندی      |
| -------------------------------- | ------------- |
| آل‌میوزیک                         | [ ۲ ]         |
| Collector's Guide to Heavy Metal | ۹/۱۰          |
| پیچفورک مدیا                     | ۷.۰/۱۰        |
| Record Mirror                    | [ ۵ ]         |
| Sounds                           | [ ۶ ]         |
| اسپاتنیک‌میوزیک                   | ۴.۵/۵         |

آیرن میدن (انگلیسی: Iron Maiden) نخستین آلبوم استودیویی همنام از گروه موسیقی هوی متال انگلستانی آیرن میدن است. این آلبوم در ۱۴ آوریل ۱۹۸۰ در بریتانیا توسط ئی‌ام‌آی رکوردز و در ایالات متحده توسط هاروست رکوردز و کپیتال رکوردز منتشر شد. آلبوم با موفقیت‌های جهانی روبرو شد و به رتبه چهارم در جدول آلبوم‌های بریتانیا رسید و به شهرت رسیدن گروه در اروپا یاری رساند.

## جدول‌ها
| سال  | جدول                                  | اوج موقعیت |
| ---- | ------------------------------------- | ---------- |
| ۱۹۸۰ | آلبوم‌های سوئدی (برترین‌های سوئد)       | ۳۶         |
| ۱۹۸۰ | آلبوم‌های بریتانیا (شرکت جدول‌های رسمی) | ۴          |
| ۱۹۸۵ | آلبوم‌های بریتانیا (شرکت جدول‌های رسمی) | ۷۱         |
| ۲۰۰۹ | آلبوم‌های سوئدی (برترین‌های سوئد)       | ۲۷         |
| ۲۰۱۰ | آلبوم‌های یونانی (آی‌اف‌پی‌آی)            | ۵۲         |

| جدول (۲۰۲۰)                            | اوج موقعیت |
| -------------------------------------- | ---------- |
| آلبوم‌های بلژیکی (اولتراتاپ والونیا)    | ۳۱         |
| آلبوم‌های آلمانی (۱۰۰ آلبوم برتر رسمی)  | ۳۴         |
| آلبوم‌های اسکاتلندی (شرکت جدول‌های رسمی) | ۵          |
| آلبوم‌های سوئیسی (جدول موسیقی سوئیس)    | ۳۸         |